# رباعي الجليل

### فرقة رباعي الجليل
وترية فلسطينية تأسّست عام 2011. حازت الفرقة على المرتبة الأولى في مسابقة فلسطين الوطنية للموسيقى عام 2012. تتألّف الفرقة من أربعة إخوة: عمر عازف الفيولا والإيقاع، مصطفى عازف الكمان والعود، طيبة عازفة التشيلو ومغنية، غاندي سعد، عازف الكمان ومغنٍّ. تنحدر فرقة رباعي الجليل من عائلة سعد من قرية المغار الفلسطينية في الجليل الأسفل. يُشكّل الإخوة معًا رباعية وترية مُكوّنة من عازفي كمان، فيولا وتشيلو. تعزف الفرقة الموسيقى الكلاسيكية الغربية وأيضًا العربية الشرقيّة. شاركت الفرقة في عروض عالميّة في دولٍ عدّة. منها: فلسطين، الأردن، اليونان، ألمانيا، إسبانيا، إيطاليا، النمسا، فرنسا.

## المسيرة
تعلّم الأخوة الموسيقى في بداية مشوارهم في معهد بيت الموسيقى في شفاعمرو. كان معظم أعضاء الفرقة يعزف بداية آلة مختلفة عن تلك التي اختاروا احترافها، فتعلّم عمر ومصطفى عزف البيانو قبل الانتقال إلى عزف الفيولا والكمان، بالتلاؤم، وتعلّمت طيبة الكمان قبل انتقالها للعزف على التشيلو.
في عام 2012، أي بعد نحو سنة من تأسيسها، شاركت الفرقة في مسابقة فلسطين الوطنية للموسيقى وحازت على المرتبة الأولى في فئتهم العمرية.
في 2013، انقسمت الفرقة إثر اعتقال عمر في السجون الإسرائيلية لنحو سبعة أشهر لرفضه التجنيد الإجباري في الجيش الإسرائيلي المفروض على أبناء الطائفة الدرزية في الداخل الفلسطيني.

## الدراسة
بعد نيل عمر حريّته في العام 2014، كانت الفرقة مشتتة في أماكن مختلفة بسبب دراستهم الأكاديمية للموسيقى. بدأ عمر في تلك السنة تعليمه الأكاديمي في «المعهد العالي للدراسات الموسيقيّة - أخيل بيري» بريدجو إميليا في إيطاليا. بعد إكماله درجة البكالوريوس في 2017، انتقل عمر إلى إسكتلندا لدراسة الماجستير في عزف الفيولا في المعهد الملكي في إسكتلندا، وأنهى دراسته هناك عام 2019.
أخوه، مصطفى، درس البكالوريوس في روسيا بدايةً، وانتقل لإكمال دراساته في إيطاليا، حيث حاز على درجة البكالوريوس هناك، وأكمل دراسة الماجستير في المكان ذاته. درست طيبة البكالوريوس في المعهد الملكي في أسكتلندا، ودرست الماجستير في إيطاليا. أما غاندي، وهو الأصغر بين أخوته، فقد درس البكالوريوس في جنيف، سويسرا، وبعدها درس الماجستير في إيطاليا كذلك.

## العروض الفنية
منذ 2010 شارك أعضاء الرباعي في فرق موسيقية عدّة مثل «أوركسترا فلسطين الشابّة»، و«أوركسترا رام الله»، و«أوتار فلسطينيّة»، وغيرها، فقد عمل مصطفى في فرقة الفنان نايجل كينيدي وشارك معه في عروض في دول عدة كاليونان وبريطيانيا وألمانيا وفرنسا والنمسا. أما أعضاء الفرقة الآخرين فقد عرضوا في دول عديدة كذلك، مثل فلسطين، والأردن، واليونان، وألمانيا، وإسبانيا، وإيطاليا، ومالطا، والنمسا، وفرنسا، وإنجلترا، وأسكتلندا وغيرها.
درس الأخوة أكاديميًا الموسيقى الكلاسيكية الغربية، إلا أنهم يدمجون الموسيقى العربية الشرقية التي تأثروا بها منذ صغرهم في هويّة فرقتهم وعروضهم. فمصطفى، مثلًا، والذي يقوم بتلحين مقطوعات موسيقية، مثل «إشراق» و«مطار» و«جولة في الجليل»، يأخذ جزء من مقطوعاته الطابع الغربيّ، ومنها الشرقي، ومنها ما يدمج الاثنين معًا.
تعبّر كلمة «الجليل» في اسم الفرقة عن هويّة وأصل أفرادها الفلسطينيّ، كونهم من قرية المغار في الجليل، وأن للموسيقى والثقافة دور مهمّ في تغيير المجتمع وتطويره. وفي هذا السياق، جدير بالذكر أن آلة الكمان التي يحملها مصطفى والفيولا التي يحملها عمر كلتاهما صنعتا بأيدي شحادة شلالدة الفلسطينية، وعود مصطفى صنع بأيدي بيتر الصايغ من الرملة، فلسطينيّ هو الآخر.